# 이승배 (야구 선수)
이승배(1968년 8월 15일 ~)는 LG 트윈스의 전 야구 선수다. 현대공업고등학교를 졸업했으며 선수수급 등의 어려움 탓인지  제대로 대회 참가도 거의 못하다가 학내사정으로 해체(2001년)된 신정고 야구부 감독을 역임하기도 했다.

## 같이 보기
- 1991년 LG 트윈스 시즌